# Liste der denkmalgeschützten Objekte in Košice I-Staré Mesto (Košice)/Letná
Die Liste der denkmalgeschützten Objekte in Košice I-Staré Mesto/Letná enthält die 46 nach slowakischen Denkmalschutzvorschriften geschützten Objekte im Stadtteil Staré Mesto der Stadt Košice.

## Denkmäler
| Foto |                 | Denkmal / č. ÚZPF                                     | Standort / Konskr. Nr.                                    | Offizielle Beschreibung                             | Beschreibung                                                                     | Metadaten                                                           |
| ---- | --------------- | ----------------------------------------------------- | --------------------------------------------------------- | --------------------------------------------------- | -------------------------------------------------------------------------------- | ------------------------------------------------------------------- |
| ja   | Datei hochladen | Verwaltungsgebäude (Gedenk-)(sk) ObjektID: 802-1328/1 | Gorkého ul. 2 Standort KG: Letná Konskr.Nr.: 1068,1002    | chodbová,solitér; Sídlo I.čs.vl.r.1945              | Doppelhaus, für Sitz der I. tschechoslowakischen Regierung 1945                  | č. NKP: 802-1328/1 Stand des NKP: Name: BUDOVA ADMINISTRATÍVNA PAM. |
| ja   | Datei hochladen | Gedenktafel(sk) ObjektID: 802-1328/2                  | Gorkého ul. 2 Standort KG: Letná Konskr.Nr.: 1068         | Sídlo 1.čsl.vlády 1945; Sídlo 1.čsl.vlády 1945      | für Sitz der I. tschechoslowakischen Regierung 1945                              | č. NKP: 802-1328/2 Stand des NKP: Name: TABUĽA PAMÄTNÁ              |
| ja   | Datei hochladen | Schule(sk) ObjektID: 802-1155/0                       | Hviezdoslavova ul. 5 Standort KG: Letná Konskr.Nr.: 1006  | chodbová,solitér; Knižnica Jána Bocatia             | Doppelhaus, Bibliothek Johannes Bocatia                                          | č. NKP: 802-1155/0 Stand des NKP: Name: ŠKOLA                       |
| ja   | Datei hochladen | Amtsgebäude(sk) ObjektID: 802-1153/0                  | Hviezdoslavova ul. 7 Standort KG: Letná Konskr.Nr.: 1008  | solitér,nárožný; Miestny úrad                       |                                                                                  | č. NKP: 802-1153/0 Stand des NKP: Name: BUDOVA ADMINISTRATÍVNA      |
| ja   | Datei hochladen | Wohnhaus Sektion I(sk) ObjektID: 802-3624/1           | Jarná ul. 11 Standort KG: Letná Konskr.Nr.: 1164          | schodiskový,sekciový; Malá Praha I.                 | "Klein Prag I"                                                                   | č. NKP: 802-3624/1 Stand des NKP: Name: DOM BYTOVÝ-SEKCIA I.        |
| ja   | Datei hochladen | Wohnhaus Sektion II(sk) ObjektID: 802-3624/2          | Jarná ul. 13 Standort KG: Letná Konskr.Nr.: 1164          | schodiskový,sekciový; Malá Praha II.                | "Klein Prag II"                                                                  | č. NKP: 802-3624/2 Stand des NKP: Name: DOM BYTOVÝ-SEKCIA II.       |
| ja   | Datei hochladen | Wohnhaus Sektion III(sk) ObjektID: 802-3624/3         | Jarná ul. 15 Standort KG: Letná Konskr.Nr.: 1164          | schodiskový,sekciový; Malá Praha III.               | "Klein Prag III"                                                                 | č. NKP: 802-3624/3 Stand des NKP: Name: DOM BYTOVÝ-SEKCIA III.      |
| ja   | Datei hochladen | Wohnhaus Sektion IV(sk) ObjektID: 802-3624/4          | Jarná ul. 17 Standort KG: Letná Konskr.Nr.: 1164          | schodiskový,sekciový; Malá Praha IV.                | "Klein Prag IV"                                                                  | č. NKP: 802-3624/4 Stand des NKP: Name: DOM BYTOVÝ-SEKCIA IV.       |
| ja   | Datei hochladen | Wohnhaus Sektion V(sk) ObjektID: 802-3624/5           | Jarná ul. 19 Standort KG: Letná Konskr.Nr.: 1164          | schodiskový,sekciový; Malá Praha V.                 | "Klein Prag V"                                                                   | č. NKP: 802-3624/5 Stand des NKP: Name: DOM BYTOVÝ-SEKCIA V.        |
| ja   | Datei hochladen | Wohnhaus Sektion VI(sk) ObjektID: 802-3625/6          | Jarná ul. 21 Standort KG: Letná Konskr.Nr.: 1166          | schodiskový,sekciový; Masarykova kolónia VI.        | "Masaryk-Kolonie VI"                                                             | č. NKP: 802-3625/6 Stand des NKP: Name: DOM BYTOVÝ-SEKCIA VI.       |
| ja   | Datei hochladen | Wohnhaus Sektion VII(sk) ObjektID: 802-3625/7         | Jarná ul. 23 Standort KG: Letná Konskr.Nr.: 1166          | schodiskový,sekciový; Masarykova kolónia VII.       | "Masaryk-Kolonie VII"                                                            | č. NKP: 802-3625/7 Stand des NKP: Name: DOM BYTOVÝ-SEKCIA VII.      |
| ja   | Datei hochladen | Wohnhaus Sektion VIII(sk) ObjektID: 802-3625/8        | Jarná ul. 25 Standort KG: Letná Konskr.Nr.: 1166          | schodiskový,sekciový; Masarykova kolónia VIII.      | "Masaryk-Kolonie VIII"                                                           | č. NKP: 802-3625/8 Stand des NKP: Name: DOM BYTOVÝ-SEKCIA VIII.     |
| ja   | Datei hochladen | Wohnhaus Sektion IV(sk) ObjektID: 802-3625/4          | Jesenná ul. 1 Standort KG: Letná Konskr.Nr.: 1133         | schodiskový,sekciový; Masarykova kolónia IV.        | "Masaryk-Kolonie IV"                                                             | č. NKP: 802-3625/4 Stand des NKP: Name: DOM BYTOVÝ-SEKCIA IV.       |
| ja   | Datei hochladen | Wohnhaus Sektion V(sk) ObjektID: 802-3625/5           | Jesenná ul. 3 Standort KG: Letná Konskr.Nr.: 1133         | schodiskový,sekciový; Masarykova kolónia V.         | "Masaryk-Kolonie V"                                                              | č. NKP: 802-3625/5 Stand des NKP: Name: DOM BYTOVÝ-SEKCIA V.        |
| ja   | Datei hochladen | Wohnhaus Sektion VIII(sk) ObjektID: 802-3624/8        | Jesenná ul. 4 Standort KG: Letná Konskr.Nr.: 1134         | schodiskový,sekciový; Malá Praha VIII.              | "Klein Prag VIII"                                                                | č. NKP: 802-3624/8 Stand des NKP: Name: DOM BYTOVÝ-SEKCIA VIII.     |
| ja   | Datei hochladen | Wohnhaus Sektion VII(sk) ObjektID: 802-3624/7         | Jesenná ul. 6 Standort KG: Letná Konskr.Nr.: 1134         | schodiskový,sekciový; Malá Praha VII.               | "Klein Prag VII"                                                                 | č. NKP: 802-3624/7 Stand des NKP: Name: DOM BYTOVÝ-SEKCIA VII.      |
| ja   | Datei hochladen | Wohnhaus Sektion VI(sk) ObjektID: 802-3624/6          | Jesenná ul. 8 Standort KG: Letná Konskr.Nr.: 1134         | schodiskový,sekciový; Malá Praha VI.                | "Klein Prag VI"                                                                  | č. NKP: 802-3624/6 Stand des NKP: Name: DOM BYTOVÝ-SEKCIA VI.       |
| ja   | Datei hochladen | Gedenkschule(sk) ObjektID: 802-1156/1                 | Komenského ul. 2 Standort KG: Letná Konskr.Nr.: 1084      | nárožná,chodbová; 1.priemyselná škola               | Eck-Doppelhaus, 1. Industriefachschule                                           | č. NKP: 802-1156/1 Stand des NKP: Name: ŠKOLA PAMÄTNÁ               |
| ja   | Datei hochladen | Gedenktafel(sk) ObjektID: 802-1156/2                  | Komenského ul. 2 Standort KG: Letná Konskr.Nr.: 1084      | 1.priemyselná škola; pamätná tabuľa,75.výročie zal. | für den 75. Jahrestag, der Ind.-Fachschule                                       | č. NKP: 802-1156/2 Stand des NKP: Name: TABUĽA PAMÄTNÁ              |
| ja   | Datei hochladen | Gedenktafel(sk) ObjektID: 802-1156/3                  | Komenského ul. 2 Standort KG: Letná Konskr.Nr.: 1084      | 1.priemyselná škola; pamätná tabuľa,100.výročie za. | für den 100. Jahrestag, der Ind.-Fachschule                                      | č. NKP: 802-1156/3 Stand des NKP: Name: TABUĽA PAMÄTNÁ              |
| ja   | Datei hochladen | Wohnhaus(sk) ObjektID: 802-3664/0                     | Komenského ul. 3 Standort KG: Letná Konskr.Nr.: 1085      | pavlačový,radový; Ahlersov dom                      | Reihenhaus, Haus Ahlers                                                          | č. NKP: 802-3664/0 Stand des NKP: Name: DOM BYTOVÝ                  |
| ja   | Datei hochladen | Wohnhaus Sektion I(sk) ObjektID: 802-3625/1           | Letná ul. 10 Standort KG: Letná Konskr.Nr.: 1132          | schodiskový,sekciový; Masarykova kolónia I.         | "Masaryk Kolonie I"                                                              | č. NKP: 802-3625/1 Stand des NKP: Name: DOM BYTOVÝ-SEKCIA I.        |
| ja   | Datei hochladen | Wohnhaus Sektion II(sk) ObjektID: 802-3625/2          | Letná ul. 12 Standort KG: Letná Konskr.Nr.: 1132          | schodiskový,sekciový; Masarykova kolónia II.        | "Masaryk Kolonie II"                                                             | č. NKP: 802-3625/2 Stand des NKP: Name: DOM BYTOVÝ-SEKCIA II.       |
| ja   | Datei hochladen | Wohnhaus Sektion III(sk) ObjektID: 802-3625/3         | Letná ul. 14 Standort KG: Letná Konskr.Nr.: 1132          | schodiskový,sekciový; Masarykova kolónia III.       | "Masaryk Kolonie III"                                                            | č. NKP: 802-3625/3 Stand des NKP: Name: DOM BYTOVÝ-SEKCIA III.      |
| ja   | Datei hochladen | Wohnhaus Sektion IX(sk) ObjektID: 802-3624/9          | Letná ul. 16 Standort KG: Letná Konskr.Nr.: 1154          | schodiskový,sekciový; Malá Praha IX.                | "Klein Prag IX"                                                                  | č. NKP: 802-3624/9 Stand des NKP: Name: DOM BYTOVÝ-SEKCIA IX.       |
| ja   | Datei hochladen | Wohnhaus Sektion X(sk) ObjektID: 802-3624/10          | Letná ul. 18 Standort KG: Letná Konskr.Nr.: 1154          | schodiskový,sekciový; Malá Praha X.                 | "Klein Prag X"                                                                   | č. NKP: 802-3624/10 Stand des NKP: Name: DOM BYTOVÝ-SEKCIA X.       |
| ja   | Datei hochladen | Wohnhaus Sektion XI(sk) ObjektID: 802-3624/11         | Letná ul. 20 Standort KG: Letná Konskr.Nr.: 1154          | schodiskový,sekciový; Malá Praha XI.                | "Klein Prag XI"                                                                  | č. NKP: 802-3624/11 Stand des NKP: Name: DOM BYTOVÝ-SEKCIA XI.      |
| ja   | Datei hochladen | Wohnhaus Sektion XII(sk) ObjektID: 802-3624/12        | Letná ul. 22 Standort KG: Letná Konskr.Nr.: 1154          | schodiskový,sekciový; Malá Praha XII.               | "Klein Prag XII"                                                                 | č. NKP: 802-3624/12 Stand des NKP: Name: DOM BYTOVÝ-SEKCIA XII.     |
| ja   | Datei hochladen | Wohnhaus Sektion XIII(sk) ObjektID: 802-3624/13       | Letná ul. 24 Standort KG: Letná Konskr.Nr.: 1154          | schodiskový,sekciový; Malá Praha XIII.              | "Klein Prag XIII"                                                                | č. NKP: 802-3624/13 Stand des NKP: Name: DOM BYTOVÝ-SEKCIA XIII.    |
| ja   | Datei hochladen | Wohnhaus Sektion XIV(sk) ObjektID: 802-3624/14        | Letná ul. 26 Standort KG: Letná Konskr.Nr.: 1155          | schodiskový,sekciový; Malá Praha XIV.               | "Klein Prag XIV"                                                                 | č. NKP: 802-3624/14 Stand des NKP: Name: DOM BYTOVÝ-SEKCIA XIV.     |
| ja   | Datei hochladen | Wohnhaus Sektion XV(sk) ObjektID: 802-3624/15         | Letná ul. 28 Standort KG: Letná Konskr.Nr.: 1155          | schodiskový,sekciový; Malá Praha XV.                | "Klein Prag XV"                                                                  | č. NKP: 802-3624/15 Stand des NKP: Name: DOM BYTOVÝ-SEKCIA XV.      |
| ja   | Datei hochladen | Wohnhaus Sektion XVI(sk) ObjektID: 802-3624/16        | Letná ul. 30 Standort KG: Letná Konskr.Nr.: 1156          | schodiskový,sekciový; Malá Praha XVI.               | "Klein Prag XVI"                                                                 | č. NKP: 802-3624/16 Stand des NKP: Name: DOM BYTOVÝ-SEKCIA XVI.     |
| ja   | Datei hochladen | Denkmal mit Skulptur(sk) ObjektID: 802-4548/0         | Maratónu mieru nám. Standort KG: Letná Konskr.Nr.:        | maratón; Pom.maratónu mieru,maratónec               | Friedensmarathon                                                                 | č. NKP: 802-4548/0 Stand des NKP: Name: POMNÍK SO SOCHOU            |
| ja   | Datei hochladen | Amtsgebäude(sk) ObjektID: 802-1151/1                  | Maratónu mieru nám. 1 Standort KG: Letná Konskr.Nr.: 68   | solitér,nárožná; Východoslov.múz.,Úrad KSK          | Eckhaus, Museum des Ostens, Amt der Region Košice                                | č. NKP: 802-1151/1 Stand des NKP: Name: BUDOVA ADMINISTRATÍVNA      |
| ja   | Datei hochladen | Gedenktafel mit Büste(sk) ObjektID: 802-1151/2        | Maratónu mieru nám. 1 Standort KG: Letná Konskr.Nr.: 68   | Viest R.gen.; 1890-1945,arm.gen.                    | für Rudolf Michal Viest, Divisionsgeneral                                        | č. NKP: 802-1151/2 Stand des NKP: Name: TABUĽA PAMÄTNÁ S BUSTOU     |
| ja   | Datei hochladen | Museum(sk) ObjektID: 802-1152/1                       | Maratónu mieru nám. 2 Standort KG: Letná Konskr.Nr.: 62   | solitér; múzeum                                     | Museum                                                                           | č. NKP: 802-1152/1 Stand des NKP: Name: MÚZEUM                      |
| ja   | Datei hochladen | Gedenktafel(sk) ObjektID: 802-1152/2                  | Maratónu mieru nám. 2 Standort KG: Letná Konskr.Nr.: 62   | Klimkovičovci; 19.st.,výtvarníci                    | Klimkovičovci, Künstler 19. Jahrhundert                                          | č. NKP: 802-1152/2 Stand des NKP: Name: TABUĽA PAMÄTNÁ              |
| ja   | Datei hochladen | Gedenktafel(sk) ObjektID: 802-1152/3                  | Maratónu mieru nám. 2 Standort KG: Letná Konskr.Nr.: 62   | 1.výtvarná škola E.Króna; 1921-27                   | 1. Schule der bildenden Künste Eugen Króna                                       | č. NKP: 802-1152/3 Stand des NKP: Name: TABUĽA PAMÄTNÁ              |
| ja   | Datei hochladen | Wohnhaus(sk) ObjektID: 802-3672/0                     | Strojárenská ul. 9 Standort KG: Letná Konskr.Nr.: 1055    | pavlačový,nárožný; Freudenfeldov dom                | Eckhaus, Passage, Haus Freudenfeld                                               | č. NKP: 802-3672/0 Stand des NKP: Name: DOM BYTOVÝ                  |
| ja   | Datei hochladen | Verwaltungsgebäude(sk) ObjektID: 802-4596/1           | Strojárenská ul. 3 Standort KG: Letná Konskr.Nr.: 1065    | chodbová,radová; RCM,býv.strojnícka škola           | Doppel-Reihenhaus, ehem. Schule für Maschinenbau, ?RCM                           | č. NKP: 802-4596/1 Stand des NKP: Name: BUDOVA ADMINISTRATÍVNA      |
| ja   | Datei hochladen | Maschinen(sk) ObjektID: 802-4596/2                    | Strojárska ul. 3 Standort KG: Letná Konskr.Nr.: 1062-1068 |                                                     |                                                                                  | č. NKP: 802-4596/2 Stand des NKP: Name: STROJOVŇA                   |
| ja   | Datei hochladen | Etage(sk) ObjektID: 802-4596/3                        | Strojárska ul. 3 Standort KG: Letná Konskr.Nr.: 1062-1068 | tabaku                                              | Tabak?                                                                           | č. NKP: 802-4596/3 Stand des NKP: Name: SKLAD                       |
| ja   | Datei hochladen | Wohnhaus Sektion XVII(sk) ObjektID: 802-3624/17       | Zimná ul. 1 Standort KG: Letná Konskr.Nr.: 1152           | schodiskový,sekciový; Malá Praha XVII.              | "Klein Prag XVII"                                                                | č. NKP: 802-3624/17 Stand des NKP: Name: DOM BYTOVÝ-SEKCIA XVII.    |
| ja   | Datei hochladen | Wohnhaus Sektion XVIII(sk) ObjektID: 802-3624/18      | Zimná ul. 3 Standort KG: Letná Konskr.Nr.: 1152           | schodiskový,sekciový; Malá Praha XVIII.             | "Klein Prag XVIII"                                                               | č. NKP: 802-3624/18 Stand des NKP: Name: DOM BYTOVÝ-SEKCIA XVIII.   |
| ja   | Datei hochladen | Wohnhaus Sektion XIX(sk) ObjektID: 802-3624/19        | Zimná ul. 5 Standort KG: Letná Konskr.Nr.: 1152           | schodiskový,sekciový; Malá Praha XIX.               | "Klein Prag XVIX"                                                                | č. NKP: 802-3624/19 Stand des NKP: Name: DOM BYTOVÝ-SEKCIA XIX.     |
| ja   | Datei hochladen | Gedenktafel(sk) ObjektID: 802-1328/3                  | Železničná ul. 1 Standort KG: Letná Konskr.Nr.: 1068      | SNR a ZP sídlo                                      | für den Sitz des slowakischen Nationalrats und des Führungsgremiums (Kommissare) | č. NKP: 802-1328/3 Stand des NKP: Name: TABUĽA PAMÄTNÁ              |

## Legende
Die Tabelle enthält im Einzelnen folgende Informationen:
| Foto:                    | Fotografie des Denkmals. |
| Denkmal / č. ÚZPF:       | Die Übersetzung der Bezeichnung des Denkmals, wie sie vom Slowakischen Denkmalamt (Pamiatkový úrad Slovenskej republiky) verwendet wird. Die Originalbezeichnung ist unter dem Fragezeichen angegeben. Fehlt die Übersetzung, so wird die Originalbezeichnung direkt angezeigt. Weiters ist die Objekt-Identifikationsnummer (Objekt ID) angeführt. Sie ist die offizielle, in der Slowakei eindeutige Nummer č. ÚZPF inklusive der zugehörigen Zählnummer, wie sie in den Daten des Denkmalamtes angegeben wird. Da diese nur innerhalb eines Landkreises gezählt wird, ist dessen Nummer der Denkmalnummer vorangestellt. |
| Standort:                | Wenn in der Liste vorhanden, ist die Adresse angegeben. In Klammern kann sich noch eine zusätzliche Adresse befinden, wenn es beispielsweise ein Eckhaus ist. Bei freistehenden Objekten ohne Adresse (zum Beispiel bei Bildstöcken) ist eine Adresse angegeben, die in der Nähe des Objekts liegt. Durch Aufruf des Links Standort wird die Lage des Denkmals in verschiedenen Kartenprojekten angezeigt. Darunter sind die Katastralgemeinde (KG) und, wenn vorhanden, die Konskriptionsnummer (Konskr. Nr.) angegeben.                                                                                                   |
| Offizielle Beschreibung: | Es ist die Kurzbeschreibung auf Slowakisch, wie sie in den offiziellen Listen angegeben ist, eingetragen. |
| Beschreibung:            | Kurze Angaben zum Denkmal auf Deutsch. |
| Metadaten:               | Zusätzlich werden, wenn in den persönlichen Einstellungen das Helferlein Dauerhaftes Einblenden von Metadaten aktiviert ist, ebensolche angezeigt. |

- Karte mit allen Koordinaten:
- OSM |
- WikiMap